# Bertinoro
Bertinoro – miejscowość i gmina we Włoszech, w regionie Emilia-Romagna, w prowincji Forlì-Cesena.
Według danych na rok 2004 gminę zamieszkiwało 9308 osób, 166,2 os./km².

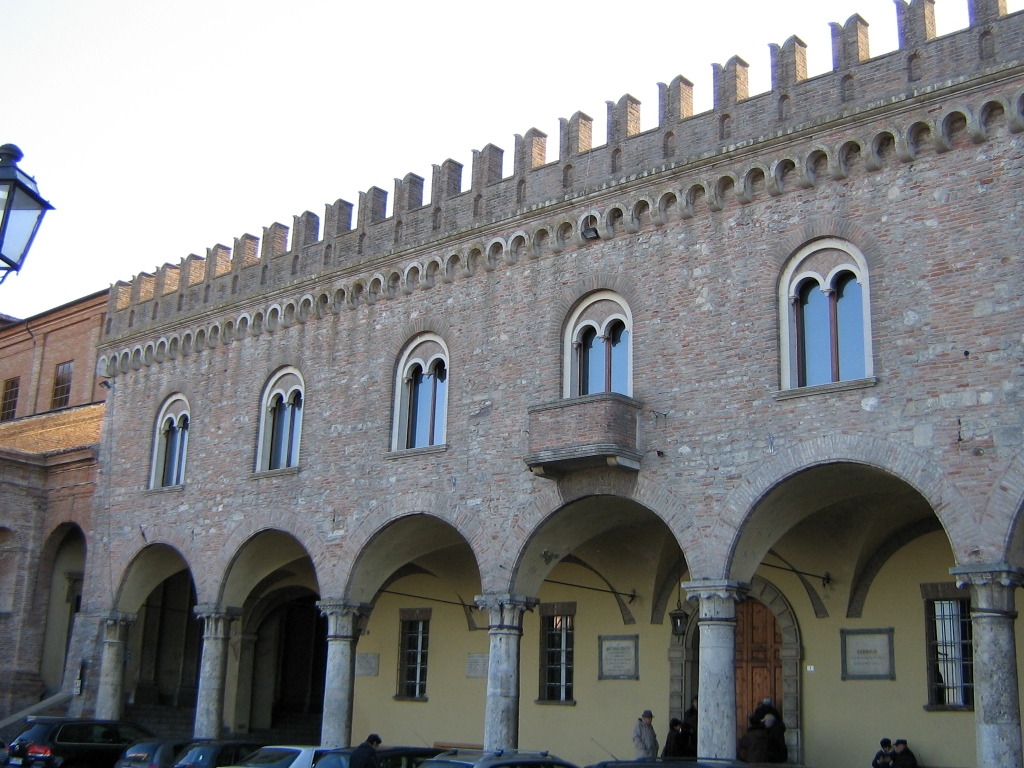
Palazzo Ordelaffi

W Bertinoro urodził się Giuseppe Fabiani, włoski duchowny katolicki, biskup Imoli.

## Miasta partnerskie
- Ale
- Budeşti
- Kaufungen